# Kovizle
Kovizle (cyr. Ковизле) – wieś w Serbii, w okręgu rasińskim, w gminie Brus. W 2011 roku liczyła 44 mieszkańców.